# Licas (demon de Temesa)
En la mitología griega, Licas fue un griego del ejército de Ulises, muerto por los habitantes de Temesa, por haber violado a una doncella de esta localidad, adonde había ido a parar la flota griega llevada por una borrasca.
Las calamidades que como castigo a su crimen afligieron a los de Temesa, les hicieron consultar el oráculo de Apolo, que les aconsejó desagraviar el espíritu de Licas, erigiendo un templo en su honor y sacrificándole todos los años una doncella. Cumplido el mandato, cesaron todos los males y muchos años después, con ocasión del sacrificio de la doncella, un púgil que allí se hallaba, llamado Eutimo, que obtuvo victorias en las 74.ª, 76.ª y 77.ª olimpiadas, se propuso salvarla luchando con el demon de Licas. Se apareció el espectro de éste, aceptando el reto y siendo vencido, por lo que, despechado, se precipitó en el mar. Eutimo se casó con la doncella libertada y los de Temesa colmaron de honores al vencedor.
Otras fuentes dan al marinero que mataron los de Temesa el nombre de Polites.